# De Ioseph
De Ioseph, noto anche come De Ioseph patriarcha o De Joseph (Sul patriarca Giuseppe), è un'opera di Ambrogio di Milano, dottore della Chiesa, scritta intorno al 388; appartiene al gruppo delle opere oratorie ed esegetiche ambrosiane.
L'opera presenta la figura del patriarca Giuseppe, narrata nel primo libro della Bibbia, la Genesi.